# Подлом
Подлом (словен. Podlom) — поселення в общині Камник, Осреднєсловенський регіон, Словенія. Висота над рівнем моря: 892,7 м.